# Властелин колец: Братва и кольцо
«Властелин колец: Братва и кольцо» — пародийный перевод фильма «Властелин колец: Братство Кольца», из серии «Смешных переводов», общим числом в шесть фильмов. «Смешные переводы» — это пародия на отечественные переводы и дубляж. Под пародией в данном случае можно понимать креативное русское озвучивание, которое не соответствует оригинальным репликами персонажей и имеет своей целью рассмешить публику.
«Смешной перевод» выполнен Дмитрием Пучковым, который также является автором этого пародийного текста. Такого рода озвучивания Дмитрия Пучкова широко известны как «Смешной перевод Гоблина».

## Сюжет
Сюжет является пародией на оригинальный сюжет фильма Властелин колец: Братство кольца. Почти все имена персонажей видоизменены, многие «русифицированы» либо заменены на широко известные слова, не являющиеся именами. Так, Боромир в пародии был назван Баралгином. По сюжету пародии происходит следующее:
В руки карапуза Фёдора Сумкина попадает мегакольцо. Узнав об этом, злобный мордовский упырь насылает на Фёдора отряд конных SS-совцев. Свои планы на кольцо имеет и Сарумян, сын Вассермана. Но верные друзья Фёдора — майор милиции Пендальф, сельский паренёк Сеня Ганджубас, бомж Агроном, прибалтийский эльф Логоваз, грузин Гиви, а также земляки Фёдора, Мерин и Пипин — жёстко настроены обрубить волосатые щупальца злобной мордовской хунте и отнести мегакольцо в мегадомну, где предполагают безо всякой жалости расплавить этот вредный предмет.

## В ролях
- Элайджа Вуд — Фёдор Сумкин
- Иэн Маккеллен — Пендальф
- Шон Астин — Сеня Ганджубас
- Вигго Мортенсен — бомж Агроном
- Лив Тайлер — Арвен
- Шон Бин ― Баралгин
- Орландо Блум — Логоваз
- Джон Рис-Дэвис — Гиви
- Билли Бойд ― Пилигрим Чук
- Доминик Монаган ― Мерин Гек
- Иэн Холм — Бульба Сумкин
- Кристофер Ли ― Сарумян
- Кейт Бланшетт ― Электродрель
- Хьюго Уивинг ― Агент Смит